# Айдахо (окръг)
Окръг Айдахо (на английски: Idaho County) е окръг в щата Айдахо, Съединени американски щати. Площ 22 021 km² (10,17% от площта на щата, 1-во място по големина). Население – 16 369 души (2017), 0,7 души/km². Административен център град Грейнджвил.
Окръгът е разположен в северния сектор на централната част на щата. На запад граничи с щата Орегон, на север – с окръзите Нез Пърс, Луис и Клиъруотър, на изток – с щата Монтана, на югоизток – с окръг Лими, на юг – с окръзите Вали и Адамс. Релефът е изцяло планински, като заема западните склонове на мощния хребет Битеррут (част от Скалистите планини). Максималната височина на окръга е в масивът Уо, с височина 2707 m, издигащ се в югоизточната част на окръга, на границата с окръг Лими. Други по-високи върхове са: Рейнджър 2685 m (на границата с Монтана), масивът Ванс 2665 m (в източната част) и др. На запад, по границата с щата Орегон в дълбокия каньон Хелс от юг на север протича участък от долното течение на река Снейк (ляв приток на Колумбия). От изток на запад, а след това от юг на север през южната и западната част на окръга протича река Салмон, със средното и долното си течение, най-големият десен приток на Снейк. В северната част протича река Клиъруотър (десен приток на Снейк) с двете състявящи я реки Селуей (лява съставяща) и Лохза (дясна съставяща).
Най-голям град в окръга е административният център Грейнджвил 3141 души (2010 г.), а втори по големина е град Ригинс 419 души (2010 г.). Други по-големи са: Стайтс (221 души) и Уайт Бърд (91 души).
От запад на изток, през северната част на окръга, на протежение от 100,6 мили (161,8 km) преминава участък от трасето на Междущатско шосе , а през административния център Грейнджвил и градовете Уайт Бърд и Ригинс, от север на юг, на протежение от 71 миля (114,2 km) – участък от трасето на Междущатско шосе 
Окръгът е образуван на територията на щата Вашингтон през 1861 г. и е наименуван в чест на парахода „Айдахо“, плавал по това време по река Колумбия. През 1863 г. от източната част на щата Вашингтон се отделя щата Айдахо и окръг Айдахо е отново създаден на 4 февруари 1864 г., вече в пределите на щата Айдахо. В северозападната част на окръга попада югоизточния участък от индианския резерват „Нез Пърс“.